# Regeneração (biologia)

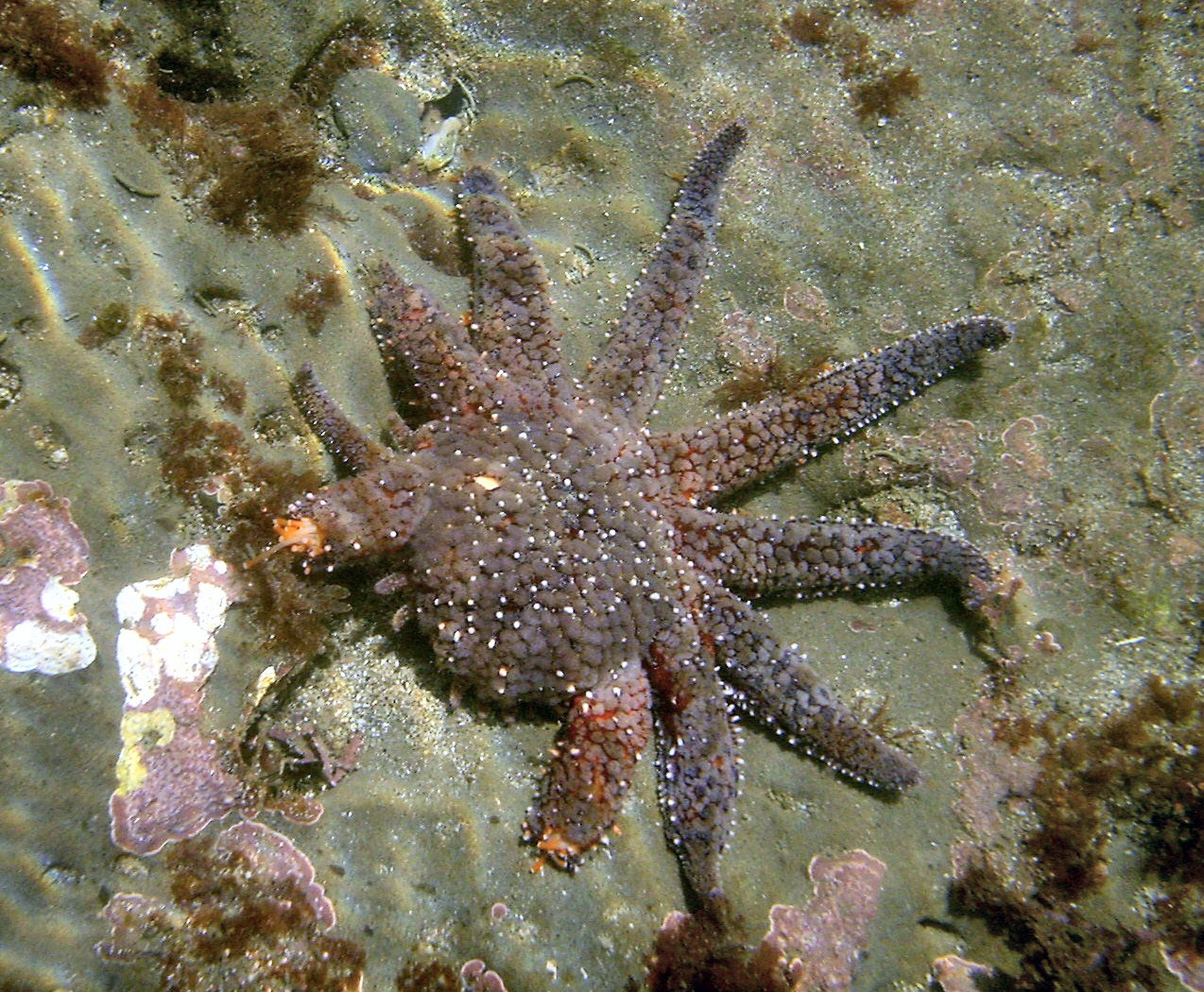
Estrela-do-mar regenera seus braços.

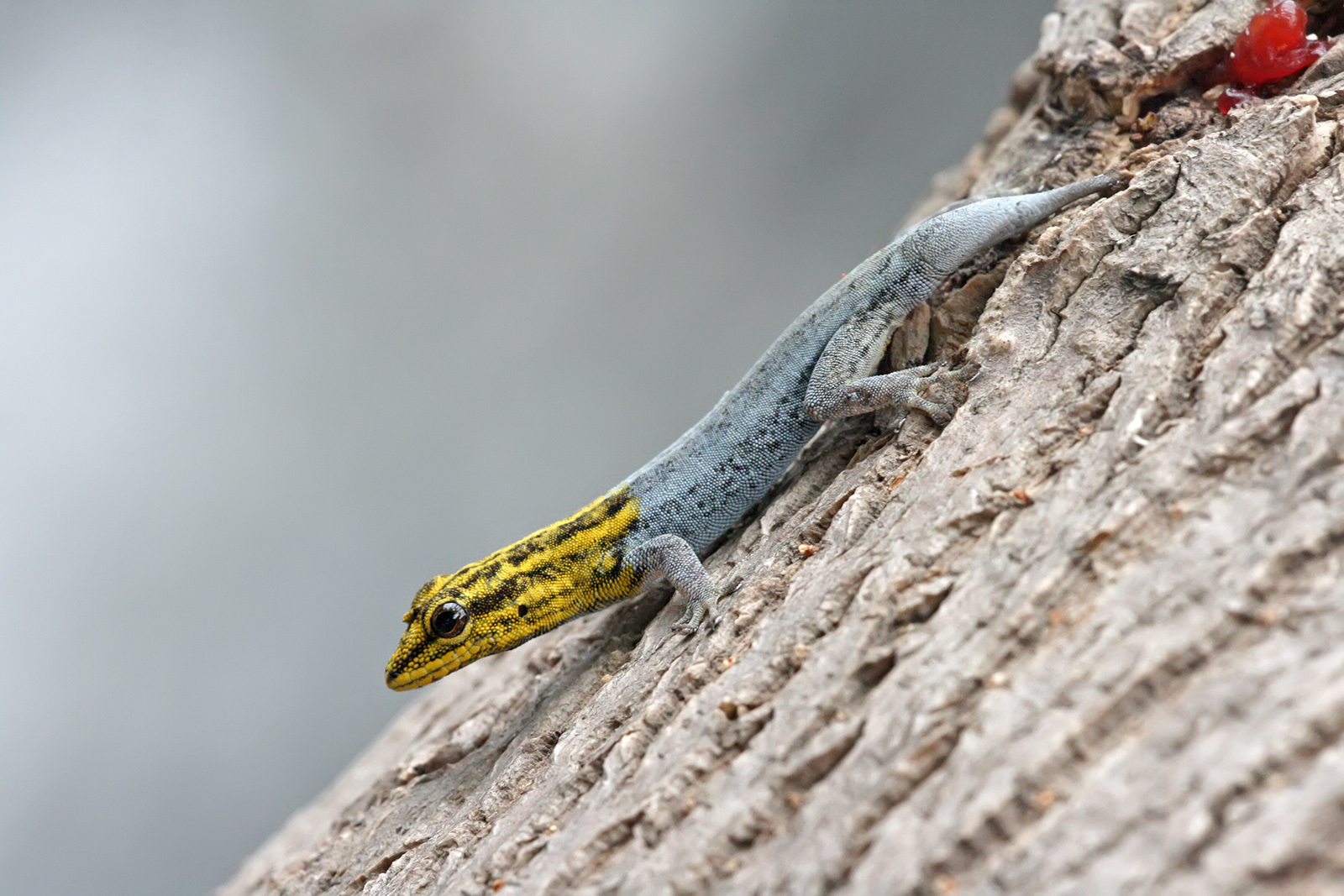
Lygodactylus luteopicturatus regenera a cauda.

Regeneração é a capacidade dos tecidos, órgãos ou mesmo organismos se renovarem ou ainda de se recomporem após danos físicos consideráveis. Deve-se à capacidade das células não afetadas de se multiplicarem  e, em acordo com a necessidade, de se diferenciarem, a fim de recompor a parte  lesionada. 

## Introdução
A capacidade de regeneração tecidual depende do tipo de célula, tecido ou órgão afetados pela injúria, dependendo também da capacidade de multiplicação da célula e se as células envolvidas são capazes de se regenerar, mas em diferentes níveis de capacidade. O tecido nervoso periférico tem baixo poder de regeneração, mas pode se recompor diante de algumas agressões, já no tecido nervoso central os neurônios não podem ser regenerados.
Alguns animais são muito conhecidos pela capacidade de regeneração de seus tecidos, órgãos ou mesmo sistemas. As planárias, os axolotes (salamandra-mexicana) e a estrela-do-mar são exemplos. A regeneração das caudas das lagartixas constitui também exemplo de regeneração, nesse caso, de um órgão completo.
O epitélio (pele) se regenera rápida e facilmente quando destruído. Células hepáticas (fígado) e tecido ósseo também apresentam alto poder de regeneração. As células do músculo liso são capazes de regenerar em resposta a fatores quimiotáticos (que atraem outras células) e mitogênicos (que promovem mitose). Já o músculo é frequentemente classificado como permanente, sendo incapaz de regeneração. Todas as variedades de tecido conjuntivo são, também, incapazes de sofrer regeneração.
É importante destacar que uma falha no mecanismo que limita e controla a capacidade e a velocidade de regeneração em tecidos específicos, leva, geralmente, à formação de tumores.

### Regeneração Tecidual e Modificações Celulares[1]
Os novos tipos celulares podem vir de diferentes fontes, como: células-tronco presentes no organismo; a partir de desdifereniciação, que nada mais é do que a perda da especificação de um dado tipo celular (ele basicamente perde sua “especificidade” ou seu estado diferenciado), o que leva à produção de células que vão se dividir e atuar como progenitoras na reparação daquele tecido danificado; as próprias células já diferenciadas do organismo podem sofrer inúmeras divisões, de modo a reparar o tecido formado por elas; além disso, as novas células, que irão atuar no processo de regeneração, podem surgir a partir de transdiferenciação, ou seja, um tipo celular específico se desdiferencia e, depois, se rediferencia em uma célula nova, com uma função e um tipo diferentes do anterior, ou seja, altera seu estado de diferenciação (por exemplo, se tem-se uma célula epitelial, ela pode se transdiferenciar em célula muscular, podendo, então, atuar na regeneração do tecido muscular que foi danificado e precisa de reparos).
O mecanismo de transdiferenciação, especificamente, pode ocorrer sem, necessariamente, haver divisão celular, podendo ocorrer via um progenitor que foi obtido a partir de um processo de desdiferenciação.

## Regeneração em Animais

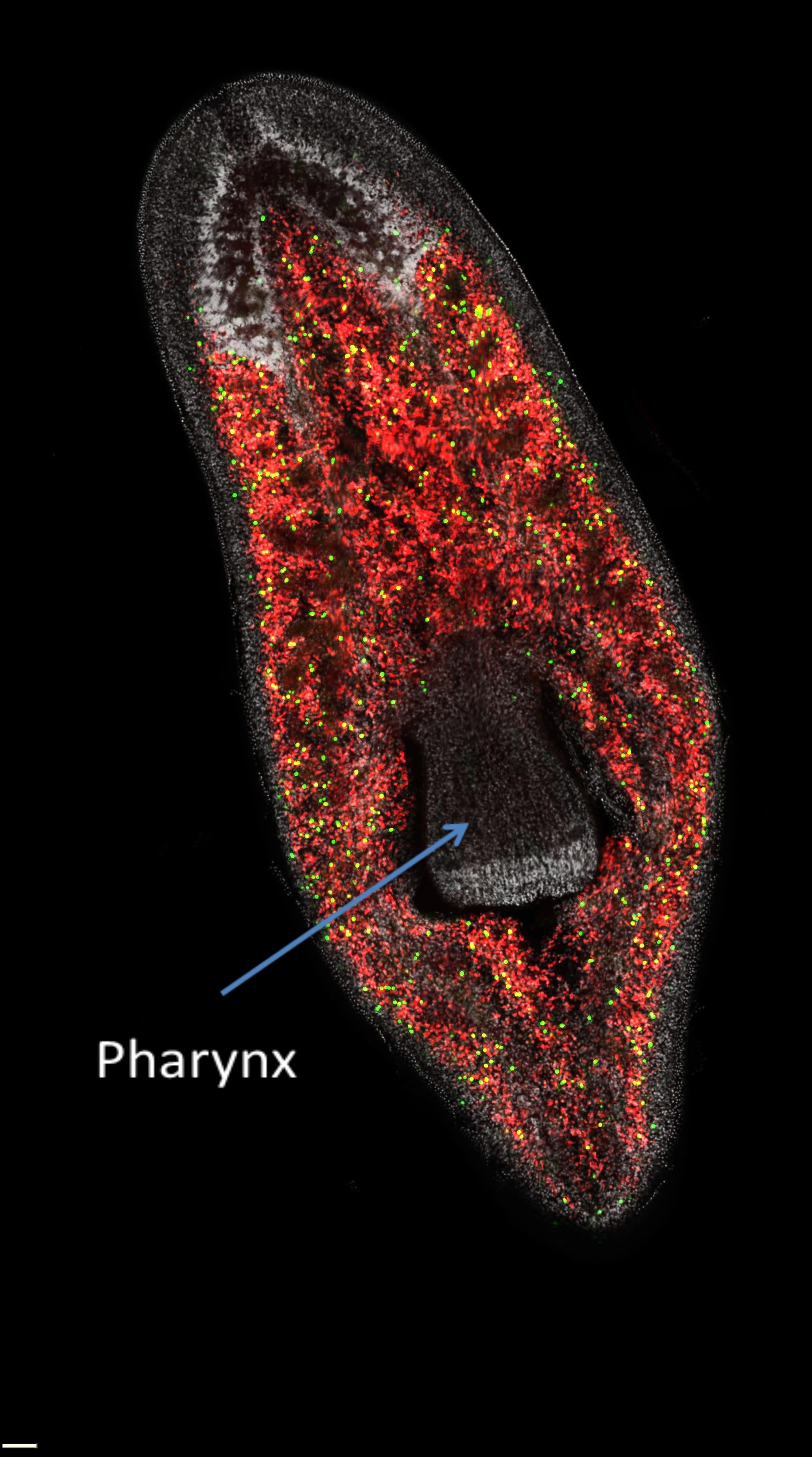
Neoblastos, células encontradas em planárias que tem o papel de regeneração

### Poríferos
No caso dos poríferos, testes in vitro mostraram que a colocação de células agregadas advindas do animal, permitiam a formação de um novo animal, com corpo completo e funcional. O processo de regeneração nesse caso, gera, então um novo animal, completo, de modo que se possa concluir que suas células apresentam uma alta capacidade regenerativa. Isso também é demonstrado quando se corta o animal em vários pedaços, pois cada um deles origina um novo animal depois de um tempo.

### Hidra
A Hidra é um gênero de pólipo de água viva, pertencente ao grupo Cnidaria, que apresenta uma capacidade elevada de regeneração, pois a mesma ocorre no corpo todo, chegando a formar um novo indivíduo. Os testes in vitro mostraram que, ao permitir que as células retiradas da hidra formem agregados, os tentáculos, outras partes do corpo e até o animal inteiro podem ser formados novamente, mostrando que as células desse animal apresentam, assim como em poríferos, uma alta capacidade regenerativa.
Quando se corta o animal em vários pedaços, o que se observa é que, após um certo período de tempo, cada um dos pedaços originou um novo animal completo, motivo pelo qual a hidra é um dos maiores exemplos quando se pensa em regeneração. Muito disso, se deve à capacidade que as células da hidra têm de se organizarem sozinhas, o que é devido a uma constante produção de células e também de fatores sinalizadores nos adultos.
A regeneração do animal ocorre ou na parte dos pés (“tentáculos”) ou na parte da cabeça do mesmo. Os tecidos da região gástrica da hidra, contém polaridade, de modo que seja possível para as células, distinguirem se a regeneração deve ocorrer na parte apical da cabeça, ou na basal do pé, de modo que o novo animal contenha todas as partes. A regeneração da cabeça é mais complexa que a do pé e exige mecanismos gênicos mais elaborados. A regeneração em hidras é definida como “morphallaxis”, pois a regeneração resulta de um rearranjo do conteúdo celular e tecidual do animal, sem haver proliferação celular.

### Platelmintos
Dentre os platelmintos, o animal mais popularmente conhecido por sua grande capacidade regenerativa são as planárias. Esses animais são capazes de regenerar seu corpo completamente, após este ser cortado em diversos pedaços. Após o corte do seu corpo, os neoblastos (células-tronco pluripotentes) começam a se proliferar, percorrendo todo o corpo (a parte dele) do animal, “completando-o” e formando, posteriormente, um novo animal completo.
Devido a sua característica regenerativa, as planárias são muito estudadas, e sua regeneração é bem conhecida pela ciência. Esse animal apresenta mecanismos de diferenciação celular em todo o seu ciclo de vida. As pesquisas contribuem para estudos na área biomédica relacionada com célula-tronco, regeneração tecidual e desordens degenerativas. 

### Anelídeos
A regeneração em anelídeos é bastante diversificada ao longo dos grupos que formam esse clado. Alguns animais são capazes de regenerar tanto a parte anterior quanto a posterior, outros regeneram só uma das duas enquanto outros não se regeneram em nenhum momento. O processo regenerativo, nos animais que o apresentam ocorre a partir da evolução do blastema (semelhante aos platelmintos, o blastema é o nome dado ao conjunto de células-tronco do animal) que vai se proliferando e evoluindo ao longo do corpo, regenerando a parte perdida.
Em poliquetas, a regeneração acontece a partir da desdiferenciação celular e da rediferenciação das células naquelas que irão compor o tecido perdido que está sendo regenerado. Esse processo em alguns grupos ainda não está elucidado, sendo falado aqui apenas o que se sabe de grupos mais gerais e que apresentam maior número de estudos a respeito desse processo.

### Artrópodes
Com relação aos artrópodes, cada grupo pertencente a esse clado, apresenta uma forma diferente de regeneração, mas esta é bem mais simples e quase nunca envolve a formação completa de vários membros, não envolvendo a formação de um novo animal, por exemplo. Esse mecanismo de regeneração é quase sempre regulado por alguns hormônios liberados pelos artrópodes quando perdem um membro, seja devido à predação, seja devido à autotomia.
Nesse clado, a regeneração também ocorre a partir do blastema, da mesma forma que em platelmintos e anelídeos. Uma curiosidade sobre esse grupo, é que os aracnídeos, principalmente aranhas e escorpiões, são capazes de regenerar seu veneno, cujo conteúdo e volumes finais são diferentes dos originais, pois as proteínas contidas nele são diferentes.

### Equinodermos
O exemplo de regeneração mais comum dentro do grupo dos equinodermos é a regeneração dos braços da estrela-do-mar. Muitas demonstrações são feitas onde o braço desse animal é cortado e em relativamente pouco tempo, o mesmo se regenera. É muito comum, ao se coletar animais como a estrela-do-mar, encontrar animais que tenham dois ou mais membros em regeneração, sendo que cada um deles está em um estágio desse processo.
Além dessa regeneração de estruturas (membros) os equinodermos, principalmente os pepinos-do-mar, têm a capacidade de regenerar estruturas viscerais, as quais, em alguns tipos de mecanismos de defesa, são regurgitadas e “abandonadas”, sendo, posteriormente regeneradas.
Nesse grupo animal, alguns estudos comparativos observaram que a perda e regeneração de membros faz parte da reprodução assexuada desse grupo, pois, após mecanismos específicos de fissão, presentes nesses animais. Os ofiuroides e e oloturoides também apresentam esse mecanismo reprodutivo, com divisão do corpo em algumas partes, as quais, individualmente, a partir de mecanismos regenerativos, formam cada uma um novo indivíduo.
Essa forma de reprodução é mais comumente encontrada em animais de menor tamanho e depende também da idade do animal. Geralmente animais maiores tendem a se reproduzir de maneira sexuada.

### Anfíbios
No caso dos anfíbios, a salamandra e o tritão são os animais mais populares quando se pensa em regeneração, pois são capazes de regenerar um membro perdido por completo.
Apesar de a regeneração de membros ser o exemplo mais comum quando se fala sobre o processo regenerativo, a regeneração da retina é um aspecto bastante interessante nos anfíbios, sendo que o caso do tritão é o mais interessante, uma vez que ele aparentemente mantém essa capacidade de regeneração da retina ao longo de toda a sua vida adulta (órgão do olho que, na maioria das vezes, não consegue se regenerar quando perdida ou danificada, quando se pensa em indivíduos adultos).
No caso de outros anfíbios, como sapos adultos, a regeneração é bem limitada, sendo que em Xenopus adulto, após a perda de um membro, apenas uma estrutura cartilaginosa e sem dígitos é formada. Acredita-se que a capacidade de regeneração completa do membro de anuros seja perdida após o processo de metamorfose.
A regeneração dos membros em salamandras e tritões acontece em diferentes etapas, sendo um processo bastante complexo. Primeiro, ocorre o fechamento da ferida, ou seja, fecha-se o local em que antes havia o membro perdido. Em seguida, as células passam por um processo de desdiferenciação e de proliferação e migração intensas para o local onde deve ser regenerado o membro. Por fim, ocorre um constante crescimento do membro em processo de regeneração e a rediferenciação dessas células, de modo a formar novamente um membro completo, com estrutura de ossos e cartilagens, além de musculatura e vasos para a circulação sanguínea na região. É importante ressaltar que tudo isso tem um fino controle gênico.

### Répteis
No caso dos répteis, a regeneração já se torna bastante limitada, assim como ocorre em mamíferos. O que se observa é que em amniotas a regeneração de membros já não é possível de ocorrer, o que é bastante curioso, afinal os membros de amniotas e anfíbios possuem formação embrionária e estruturas internas bastante semelhantes. Pouco se sabe sobre esses detalhes ainda.
Nesse grupo animal, o maior exemplo de processo regenerativo é a da cauda de lagartos. No caso desses animais, a estrutura regenerada é bastante similar à original, tanto estruturalmente quanto morfologicamente.
Os lagartos são os representantes desse grupo que apresentam a maior capacidade regenerativa, sendo que a mesma se deve pela migração e proliferação do blastema, citado em outros grupos animais anteriores. Essa proliferação de células-tronco e sua posterior diferenciação permitem a formação de uma nova cauda funcional nesses animais.

### Mamíferos
Os mamíferos são um grupo animal bastante diverso, mas que se comparado aos grupos animais anteriores apresentam uma capacidade regenerativa menor e mais limitada. Não são capazes, por exemplo, de regenerar membros completos e funcionais, porém, realizam regeneração celular quase que constantemente. As células da pele e do sangue (principalmente as hemácias) são renovadas sempre, de modo que as células mortas são “descartadas” e novas células são formadas. Além dessas células, o pelo/cabelo dos mamíferos também está em constante renovação, mostrando que apesar de baixa, os animais pertencentes a esse grupo apresentam uma certa regeneração.
Com relação aos mamíferos, será abordado apenas a regeneração no ser humano, pois a mesma, apesar de ser bem pequena e ineficiente, vem sendo muito estudada como possível alternativa para tratamento de doenças mais sérias, como por exemplo o câncer e como uma forma de ser conseguir “construir” órgãos para que os mesmos sejam transplantados para pacientes que estejam na fila de espera.

#### Ser Humano
A reparação de tecidos humanos danificados, sejam por processos patológicos ou traumáticos, é considerada um dos maiores desafios da medicina e biologia regenerativa, e, por isso, existem estudos sobre regeneração em certos animais, como as planárias, cuja capacidade regenerativa é extremamente alta.
O mais interessante sobre a regeneração em humanos, é que algumas estruturas específicas, além das células epiteliais e sanguíneas, também são passíveis de regeneração, como os neurônios formadores do hipocampo, que estão em uma taxa relativamente alta de regeneração por ano (algo em torno de 1,75%, o que se tratando de células nervosas é consideravelmente alto).
Portanto, não é que a regeneração em humanos não existe, mas ela não ocorre em membros, como ocorre em salamandras por exemplo. A regeneração em humanos, assim como em mamíferos no geral, ocorre mais a nível celular, sendo também de total importância para manutenção da homeostase e da vida desses animais
Custos da Regeneração
Os custos do processo regenerativo, são usualmente divididos em duas categorias: custo da performance, se tratando de apêndices pequenos que estão sendo regenerados; e o custo da alocação, que leva em conta os processos fisiológicos para que a regeneração ocorra.
Primeiramente, será tratado dos custos relacionados com a performance regenerativa. O primeiro custo que se tem é com relação à capacidade de forrageamento dos animais. Por exemplo, em caranguejos, é muito comum ocorrer de, quando o primeiro par de apêndices precisa ser regenerado, estes acabam ficando com um tamanho menor, de modo a diminuir o custo energético de tal processo. Com isso esses animais acabam por ter uma menor absorção de energia, uma vez que esses pares de membros estão relacionados com a caça de alimentos e, eles sendo menores, as presas e alimentos conseguidos também são menores, de modo a reduzir a energia absorvida por esses animais.
O processo regenerativo acaba por ter um alto custo reprodutivo também, pois os membros regenerados nos animais são, geralmente, menores do que os membros “originais”. Um exemplo bastante interessante ocorre em grilos, pois a regeneração dos membros posteriores os torna menores e, consequentemente, os órgãos que percebem os sons produzidos pelos machos e que proporcionam a copula entre os animais, ficam menores também, o que, na maioria das vezes dificulta ou impede que a fêmea perceba a sonorização produzida pelo macho, de modo que a copula não ocorra e a reprodução para essa fêmea com membro regenerado seja dificultosa.
Também pode-se observar uma redução na sobrevivência dos animais. Em estudos feitos com lagartos, o que pôde ser observado é que a taxa de autotomia (processo em que o animal perde seu membro ou parte dele quando em presença de um predador, a fim de garantir sua sobrevivência) é bem maior que a taxa de regeneração, o que sugere que os animais que sofrem regeneração têm uma menor sobrevivência do que aqueles que sofrem autotomia. Isso ainda não foi muito bem esclarecido e explicado, mas muitos cientistas acreditam que isso realmente ocorra, pois, como o membro regenerado tende a ser menor que o membro “original” várias atividades do animal, como absorção de energia via alimentação e busca por parceiros reprodutivos, que foram descritos acima, são prejudicadas e isso pode acarretar numa menor sobrevivência de indivíduos que sofreram algum tipo de regeneração.
Agora, serão abordados os custos com relação aos custos de alocação fisiológica para ocorrência da regeneração. Muitos estudos apontam que existe uma perda considerável no crescimento e desenvolvimento somático e na reprodução dos animais, afinal, os recursos fisiológicos são realocados para que o membro seja regenerado.
Falando primeiramente do crescimento, em vertebrados, o que se observou em alguns lagartos, foi que o crescimento e desenvolvimento dos mesmos era menor quando eles apresentavam algum membro sendo regenerado. Essa diminuição no desenvolvimento e no crescimento acaba por alterar o fitness (ou aptidão) dos animais, pois uma diminuição no crescimento dos animais acaba por gerar uma maior dificuldade para encontrar parceiros reprodutivos, bem como um crescimento mais demorado faz com que a maturação sexual aconteça mais tardiamente, de modo que as chances de o animal ser predado antes de se reproduzir aumentem muito. Em artrópodes o que ocorre é parecido, pois pode ter uma demora maior para a muda desse animal, de forma que eles também apresentem maiores chances de ser predado.
Por fim, alguns estudos têm mostrado que a regeneração de membros acaba por afetar também a fecundidade, pois com a realocação de energia para regeneração do membro perdido a fecundidade do animal se torna mais “cara”.